# 巴黎里昂車站
巴黎里昂車站（法語：Paris-Gare de Lyon）是法国国家铁路（SNCF）在巴黎的七大列車始發站之一，位于巴黎市区东偏南的十二区。包含了多种铁路运输服务和城市轨道交通服务，如巴黎地鐵，大区快铁（RER），远郊铁路（Transilien），省际列车（TER），TGV等。巴黎里昂車站是巴黎通往法国东南各城市的铁路网起点，比如马赛、里昂等城市，同时也是开通法国首条TGV线路的车站。就旅客人数而言（每年约有8300万人次），目前巴黎里昂車站是巴黎第三繁忙的铁路车站。

## 历史
巴黎里昂車站于1849年8月12日建成，当时只是叫做“里昂月台”（L'embarcadère de Lyon），并且只有一座木制站屋。1855年，第二代站屋落成，这时才定名为巴黎里昂車站，并且作为巴黎-里昂-地中海铁路公司铁路网的起点。当时，为了防止附近塞纳河洪水泛滥的威胁，车站的地基比周边高处6~8米。当时车站长220米，宽42米，只有5条路轨，路轨上方是一个大门廊。1871年巴黎公社时期，车站局部被火焚毁，后来依照原样进行了修复。
1900年为迎接巴黎世博会，巴黎里昂車站又进行了一次重建，工程由图卢兹工程师马里尤斯·图杜瓦尔负责，新车站的轨道新增到13条，并且车站门面上建成了一个64米高的钟塔，同时车站也建成了地下通道通往新落成的巴黎地铁。
此后，直到1970年代，巴黎里昂車站一直都没有什么大变化。1970年代中叶修建RER时，车站门面朝向贝西路（rue de Bercy）和贝西大厅被拆毁，并且深挖了两层地下月台，供RER A线和东南路网远郊车（后来整合入D线）使用。1981年，2号站厅投入使用，主要用于接发TGV，并且安装了必要的设备。1984年12月28日，巴黎里昂車站成为法国历史文物之一。1988年6月27日，地下远郊车月台发生一起惨重的列车相撞事故，造成56人死亡，57人受伤。1998年，最新的地铁14号线开通，方便乘客来往于巴黎两個鐵路车站——里昂火车站和圣拉扎尔车站（Gare de Paris-Saint-Lazare）之间。2011年，随着法国高速铁路莱茵河－罗讷河线开通，巴黎里昂車站新开通了前往米卢斯方向的高铁列车，而原有了前往克莱蒙费朗方向的城际列车服务则转移至相邻的巴黎贝西站。
巴黎里昂車站一层大厅内坐落着一间餐厅——蓝色列车餐厅（Le Train Bleu），该餐厅于1972年9月28日成为法国历史文物之一。不少电影都曾在那里取景。

## 轨道布置

### 长途列车
巴黎里昂車站共有两个站厅，为地面尽头式车站。

#### 1号站厅

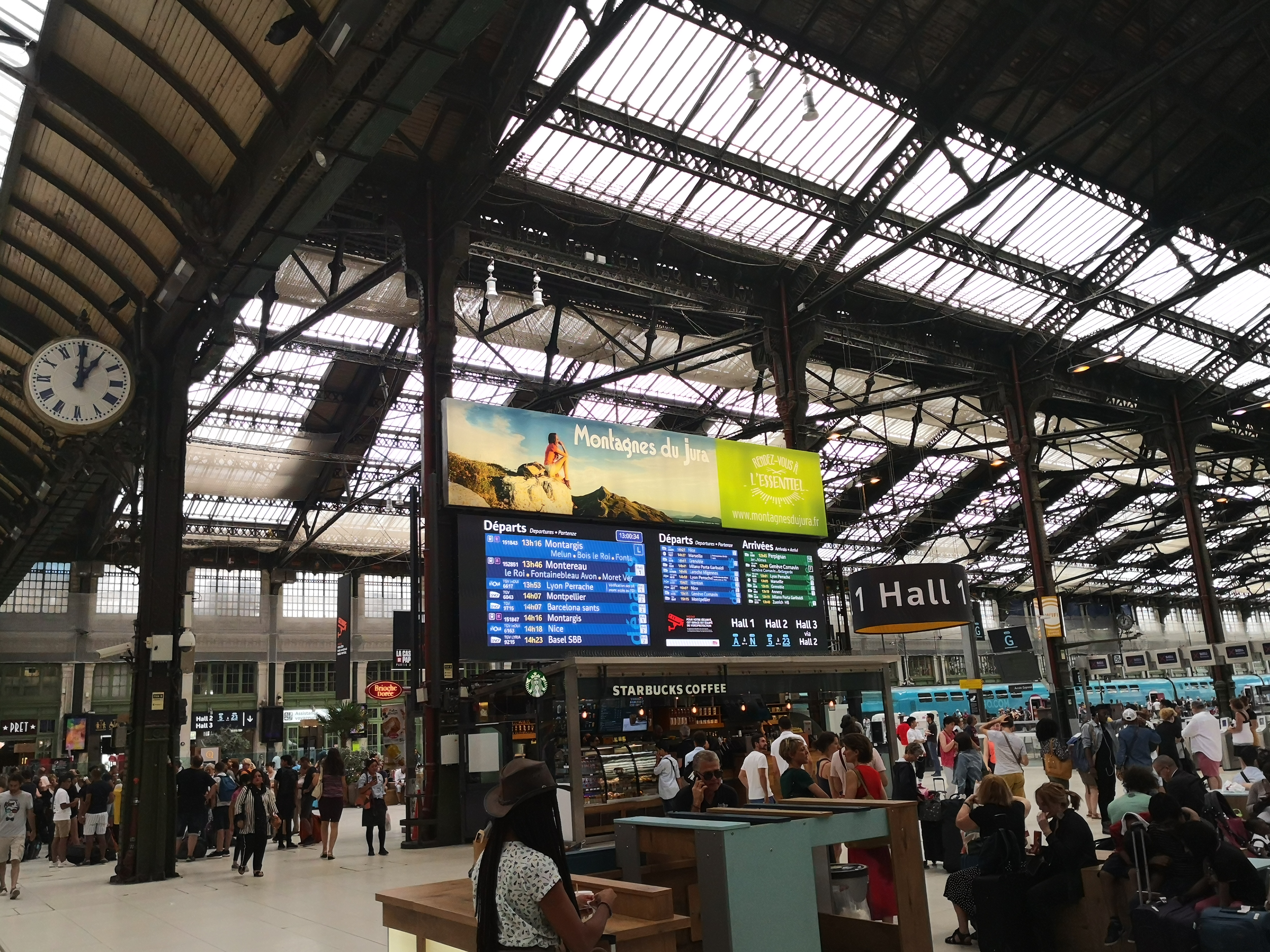
1号站厅内部

1号站厅位于车站西南侧，法兰西岛大区列车R线也在此站厅始发。站厅中部设有地下通道可连接地铁及快铁站厅。
| 东北↑ |      |            |  |
|       | 侧式 |            |  |
| A道   |      | →          |  |
|       | 岛式 |            |  |
| C道   |      | →          |  |
| D道   |      | →          |  |
|       | 岛式 |            |  |
| E道   |      | →          |  |
| G道   |      | →          |  |
|       | 岛式 |            |  |
| H道   |      | →          |  |
| I道   |      | →          |  |
|       | 岛式 |            |  |
| J道   |      | →          |  |
| K道   |      | →          |  |
|       | 岛式 |            |  |
| L道   |      | →          |  |
| M道   |      | （ 专用）→ |  |
|       | 岛式 |            |  |
| N道   |      | （ 专用）→ |  |
|       | 侧式 |            |  |
| 西南↓ |      |            |  |

#### 2号站厅
2号站厅位于车站东北侧。站厅中部设有地下通道可连接地铁及快铁站厅。
| 东北↑ |      |   |  |
|       | 侧式 |   |  |
| 23道  |      | → |  |
| 21道  |      | → |  |
|       | 岛式 |   |  |
| 19道  |      | → |  |
| 17道  |      | → |  |
|       | 岛式 |   |  |
| 15道  |      | → |  |
| 13道  |      | → |  |
|       | 岛式 |   |  |
| 11道  |      | → |  |
| 9道   |      | → |  |
|       | 岛式 |   |  |
| 7道   |      | → |  |
| 5道   |      | → |  |
|       | 侧式 |   |  |
| 西南↓ |      |   |  |

### 快铁
巴黎里昂車站内的快铁车站是一个双层地下车站，其中地下一层共有四个轨道，供法兰西岛大区快铁D线使用；地下二层共有两个轨道，供法兰西岛大区快铁A线使用。站台层之间与地面均设有自动扶梯，并配有无障碍设施。
| 地面                | -                                          | 地面大堂、地面月台和出口          |
|                     |                                            |                                   |
| 中层                | 转乘通道                                   | 客務中心、車站商店                |
| 中层                | 转乘通道                                   | 转乘地铁，前往地面月台            |
| 中层                | 转乘通道                                   |                                   |
| 地下 一层 东侧 月台 |                                            | （默伦／科贝伊埃松方向→）         |
| 地下 一层 东侧 月台 | 島式月台                                   |                                   |
| 地下 一层 东侧 月台 | （默伦／科贝伊埃松方向→）                  |                                   |
| 地下 一层 西侧 月台 |                                            | ← （奥里拉维勒／克雷伊方向）      |
| 地下 一层 西侧 月台 | 島式月台                                   |                                   |
| 地下 一层 西侧 月台 | ← （奥里拉维勒／克雷伊方向）               |                                   |
| 地下 二层 月台      |                                            | （布瓦西圣莱热／马恩拉瓦莱方向→） |
| 地下 二层 月台      | 島式月台，右边车门将会开启                 |                                   |
| 地下 二层 月台      | ← （圣日耳曼昂莱／塞尔吉高地／普瓦西方向） |                                   |

## 停靠线路

巴黎各大鐵路车站的列车服务覆盖范围，紫色为里昂火车站的覆盖范围

以下列车线路在巴黎里昂車站停靠：
| 巴黎里昂車站列车线路表       |           |          |                                   |              |
| 线路                         | 车种      | 上一站   | 下一站                            | 大致运行频率 |
| 巴黎里昂—里昂帕丢/里昂佩拉什 | TGV       | （起点） | 勒克勒佐TGV                       | 每天7趟左右  |
| 巴黎里昂—里昂帕丢/里昂佩拉什 | TGV       | （起点） | 里昂帕丢                          | 每天7趟左右  |
| 巴黎里昂—圣艾蒂安            | TGV       | （起点） | 里昂帕丢                          | 每天3趟左右  |
| 巴黎里昂—马赛                | TGV       | （起点） | 阿维尼翁TGV                       | 每天12趟左右 |
| 巴黎里昂—土伦/耶尔           | TGV       | （起点） | 阿维尼翁TGV/马赛                  | 每天1-2趟    |
| 巴黎里昂—尼斯                | TGV       | （起点） | 阿维尼翁/普罗旺斯地区艾克斯TGV    | 每天6趟左右  |
| 巴黎里昂—文蒂米利亚          | TGV       | （起点） | 阿维尼翁/普罗旺斯地区艾克斯TGV    | 每天1趟      |
| 巴黎里昂—蒙彼利埃            | TGV       | （起点） | 瓦朗斯/尼姆                       | 每天6趟左右  |
| 巴黎里昂—贝济耶              | TGV       | （起点） | 瓦朗斯                            | 每天1-2趟    |
| 巴黎里昂—佩皮尼昂            | TGV       | （起点） | 瓦朗斯                            | 每天4趟左右  |
| 巴黎里昂—巴塞罗那            | TGV       | （起点） | 瓦朗斯                            | 每天1-2趟    |
| 巴黎里昂—阿维尼翁/米拉马斯   | TGV       | （起点） | 里昂机场/瓦朗斯                   | 每天3趟      |
| 巴黎里昂—格勒诺布尔          | TGV       | （起点） | 马孔TGV/里昂机场                  | 每天7趟左右  |
| 巴黎里昂—米兰                | TGV       | （起点） | 里昂帕丢/里昂机场/艾克斯莱班      | 每天2趟      |
| 巴黎里昂—莫达讷/圣莫里斯堡   | TGV       | （起点） | 布雷斯堡/尚贝里/圣阿夫尔-拉尚布尔 | [ 註 2 ]     |
| 巴黎里昂—埃维昂/圣热尔韦莱班 | TGV       | （起点） | 布雷斯堡/贝勒加尔德               | [ 註 2 ]     |
| 巴黎里昂—阿讷西              | TGV       | （起点） | 马孔TGV/布雷斯堡/艾克斯莱班       | 每天5趟左右  |
| 巴黎里昂—阿讷西              | TGV       | （起点） | 尚贝里                            | 每天2趟左右  |
| 巴黎里昂—弗莱堡              | TGV       | （起点） | 第戎                              | 每天1趟      |
| 巴黎里昂—米卢斯              | TGV       | （起点） | 蒙巴尔/第戎                       | 每天7趟左右  |
| 巴黎里昂—贝桑松              | TGV       | （起点） | 蒙巴尔/第戎                       | 每天6趟左右  |
| 巴黎里昂—索恩河畔沙隆        | TGV       | （起点） | 蒙巴尔/第戎                       | 每周1-2趟    |
| 巴黎里昂—日内瓦              | TGV Lyria | （起点） | 布雷斯堡/贝勒加尔德               | 每天7趟左右  |
| 巴黎里昂—洛桑                | TGV Lyria | （起点） | 蒙巴尔/第戎                       | 每天4趟左右  |
| 巴黎里昂—巴塞尔              | TGV Lyria | （起点） | 第戎                              | 每天4趟左右  |
| 巴黎里昂—苏黎世              | TGV Lyria | （起点） | 第戎/贝尔福-蒙贝利亚TGV           | 每天3趟左右  |
| 巴黎里昂—马赛/尼斯           | Ouigo     | （起点） | 里昂机场                          | 每天1-2趟    |
| 巴黎里昂—威尼斯              | Thello    | （起点） | 第戎                              | 每天1-2趟    |
| 巴黎里昂—拉罗什-米仁讷       | TER       | （起点） | 默伦                              | 每天12趟左右 |
| 巴黎里昂—蒙特罗              | [T] · [R] | （起点） | 默伦                              | 每天20趟左右 |
| 巴黎里昂—蒙塔基              | [T] · [R] | （起点） | 默伦                              | 每天16趟左右 |
| 1. 2. 3.                     |           |          |                                   |              |

| 巴黎里昂車站列车线路表（区域线路） |             |           |                       |                 |
| 起点                               | 上一站      | 线路      | 下一站                | 终点            |
| 塞尔吉高地                         | 沙特莱-大堂 | [T] · (A) | 民族                  | 布瓦西圣莱热    |
| 圣日耳曼昂莱 拉德芳斯              | 沙特莱-大堂 | [T] · (A) | 民族                  | 马恩拉瓦莱-谢西 |
| 普瓦西                             | 沙特莱-大堂 | [T] · (A) | 民族                  | 托尔西          |
| 克雷伊 奥里勒维勒-克鲁瓦           | 沙特莱-大堂 | [T] · (D) | 迈松阿尔福-阿尔福维勒 | 科尔贝埃松      |
| 古桑维勒                           | 沙特莱-大堂 | [T] · (D) | 迈松阿尔福-阿尔福维勒 | 默伦            |
| （起点）                           | 沙特莱-大堂 | [T] · (D) | 迈松阿尔福-阿尔福维勒 | 默伦            |
| 维列勒贝勒                         | 沙特莱-大堂 | [T] · (D) | 迈松阿尔福-阿尔福维勒 | 默伦            |

## 配套交通

### 地铁
里昂火车站的地下有相应的地铁站，方便乘客乘坐地铁1、14号线前往巴黎市区各处。地面也有对应的公交站，方便乘客乘坐各条公交线路前往巴黎市区各处。
| 巴黎里昂車站附近的地铁线路 |                                 |                               |
| 地铁车站名称               | 位置                            | 停靠线路                      |
| 里昂火车站                 | 巴黎里昂車站东北侧 （地下车站） | 拉德芳斯（La Défense） ↔ 万塞讷城堡（Château de Vincennes） |
| 里昂火车站                 | 巴黎里昂車站西南侧 （地下车站） | 圣拉扎尔（Saint-Lazare） ↔ 奥林匹亚德（Olympiades） |

另外，地铁5号线车站虽与车站有一定距离，但乘客可以凭一张单程票进行出站-入站转乘。

### 城市公共交通
| 巴黎里昂車站附近的市内公共交通线路 |                                      | |
| 公交车站名称                       | 位置                                 | 停靠线路 |
| 里昂火车站                         | 巴黎里昂車站西南侧 （贝西路）        | 20 里昂火车站（Gare de Lyon） ↔ 圣拉扎尔车站（Gare Saint-Lazare） 24 奥斯特里茨车站（Gare d'Austerlitz） ↔ 迈松阿尔福兽医学校站（École vétérinaire de Maisons-Alfort） 63 里昂火车站（Gare de Lyon） ↔ 猎舍门（） 65 里昂火车站（Gare de Lyon） ↔ 小教堂门（Porte de la Chapelle） 87 战神广场（Champ de Mars） ↔ 勒伊门（Porte de Reuilly） |
| 里昂火车站-狄德罗                  | 巴黎里昂車站西北侧 （狄德罗路）      | 20 里昂火车站（Gare de Lyon） ↔ 圣拉扎尔车站（Gare Saint-Lazare） 24 奥斯特里茨车站（Gare d'Austerlitz） ↔ 迈松阿尔福兽医学校站（École vétérinaire de Maisons-Alfort） 29 蒙唐普瓦夫尔门（Porte de Montempoivre） → 圣拉扎尔车站（Gare Saint-Lazare） 57 快铁拉普拉斯站（Laplace RER） ↔ 巴尼奥莱门（Porte de Bagnolet） 61 奥斯特里茨车站（Gare d'Austerlitz） ↔ 庞坦教堂（Église de Pantin） 63 里昂火车站（Gare de Lyon） ↔ 猎舍门（） 65 里昂火车站（Gare de Lyon） ↔ 小教堂门（Porte de la Chapelle） 87 战神广场（Champ de Mars） ↔ 勒伊门（Porte de Reuilly） 91 蒙帕纳斯高铁站（Montparnasse TGV） ↔ 巴士底（Bastille） 里昂火车站（Gare de Lyon） （巴黎内环线）（Circulaire intérieur） 里昂火车站（Gare de Lyon） （巴黎外环线）（Circulaire Extérieur） 讷伊桥（Pont de Neuilly） ↔ 万森城堡（Château de Vincennes） 勒瓦卢瓦桥（Pont de Levallois） ↔ 蒙特勒伊市政府（Mairie de Montreuil） 里昂火车站（Gare de Lyon） ↔ 快铁布瓦西圣莱热站（Boissy-St-Léger RER） 里昂火车站（Gare de Lyon） ↔ 快铁马恩河畔维列站（Villier-sur-Marne RER） 里昂火车站（Gare de Lyon） ↔ 快铁托尔西站（Torcy RER） 里昂火车站（Gare de Lyon） ↔ 快铁诺让-勒佩勒站（Nogent le Perreux RER） |
| 里昂火车站-梵高                    | 巴黎里昂車站西侧 （路易·阿尔德广场） | 20 圣拉扎尔车站（Gare Saint-Lazare） → 里昂火车站（Gare de Lyon） 87 战神广场（Champ de Mars） → 勒伊门（Porte de Reuilly） 里昂火车站（{{lang\|fr\|Gare de Lyon}） ↔ 快铁瑞维西站（Juvisy RER） |
| 1. 2.                              |                                      | |

### 长途客车
| 停靠巴黎里昂車站的大巴车             |            | |
| 上下车地点                           | 运营单位   | 主要线路及目的地 |
| 巴黎里昂車站西侧 （路易·阿尔德广场） | [ 6 ]      | 大诺瓦西-东山站 · 诺瓦西-尚站 · 托尔西站 · 马恩拉瓦莱-谢西站 瑞维西站 · 奥日河畔埃皮奈站 · 布雷提尼站 迈松阿尔福-阿尔福维勒站 · 新城圣乔治 · 默伦 巴黎奥斯特里茨站 · 塞纳河畔维特里站 · 新城勒鲁瓦站 · 阿布隆站 · 瑞维西站 新城编组站 · 布西圣安托万站 · 孔拉维勒站 |
| 巴黎里昂車站西侧 （路易·阿尔德广场） | Bus Direct | 4 巴黎戴高乐机场 |
| 巴黎里昂車站西侧 （路易·阿尔德广场） | RATP/SNCF  | （当某条铁路或地铁线施工或发生故障时，SNCF或RATP可能也会提供途径该线路沿途站点的大巴车） |
| 巴黎里昂車站西北侧 （狄德罗路）      | (N)        | 巴黎东站 · 瑞维西站 · 埃夫里-库尔库罗讷站 · 科尔贝埃松站 |
| 1. 2.                                |            | |

## 图片

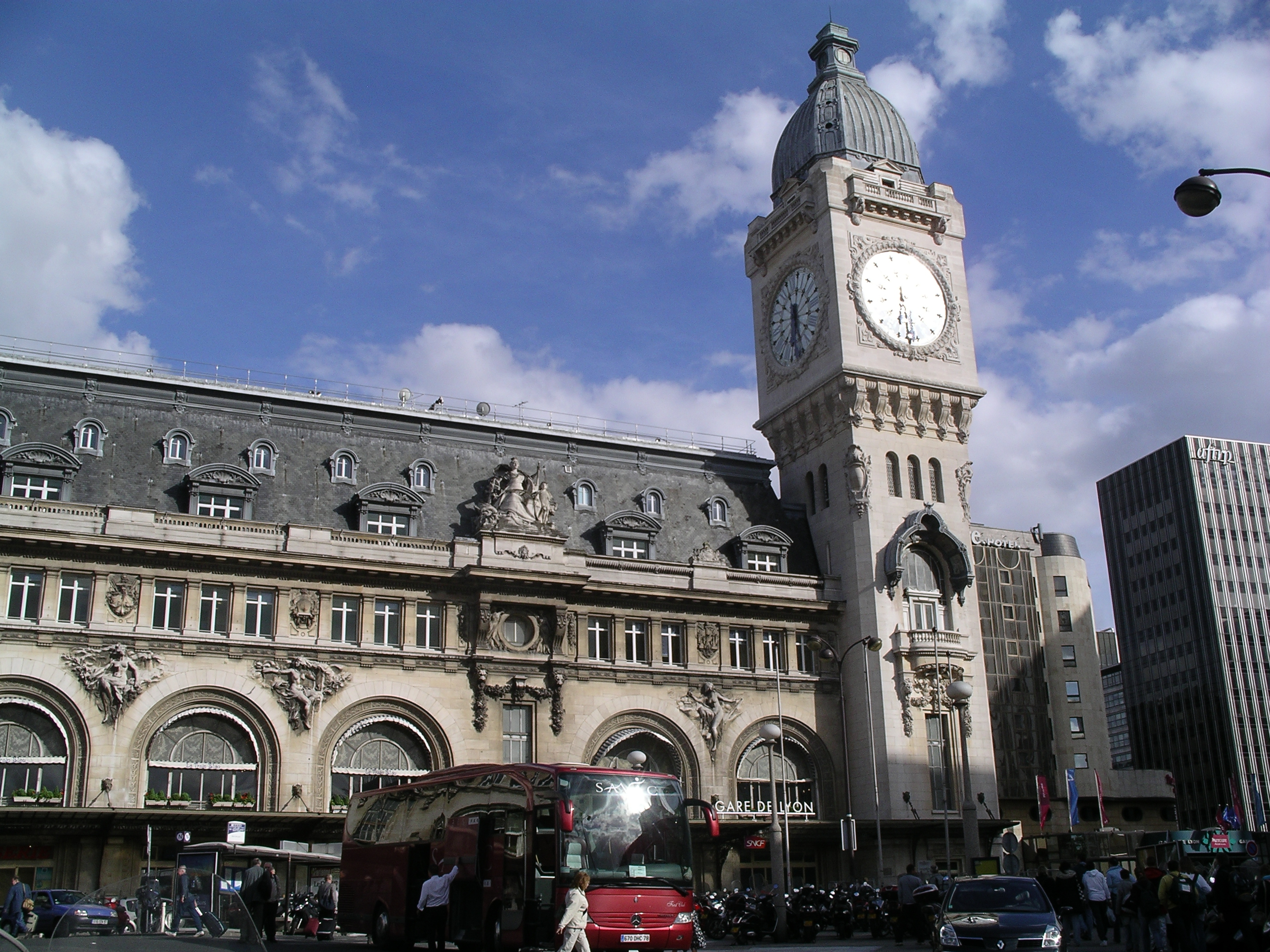
里昂火车站门面和钟塔
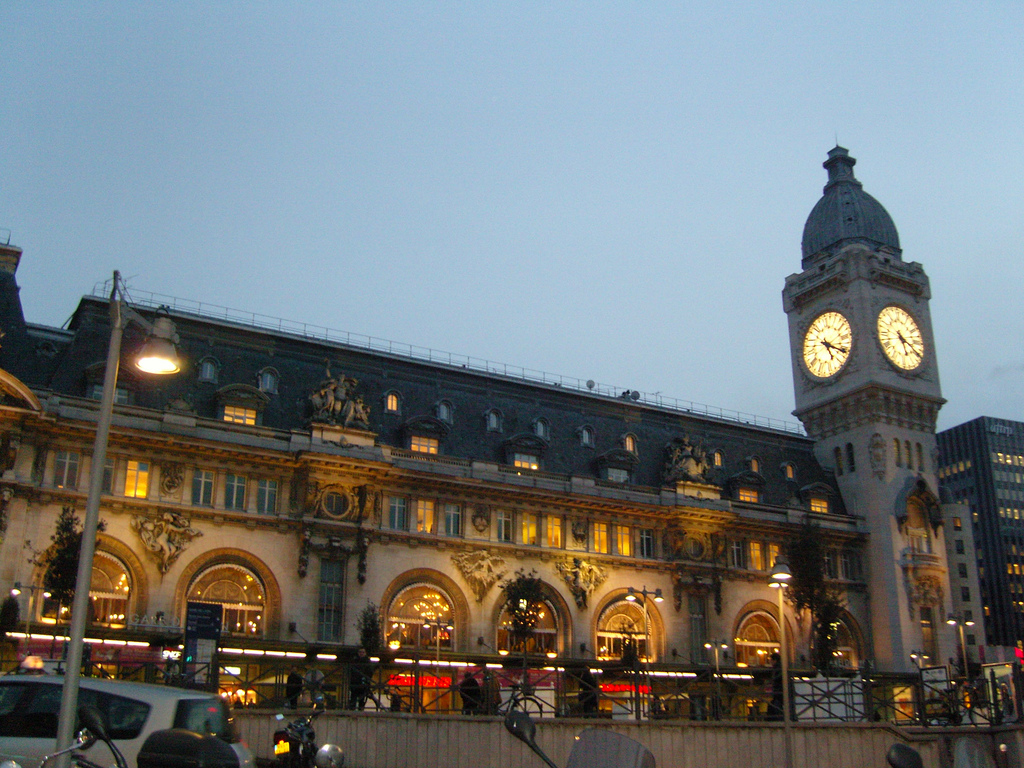
入夜的里昂火车站
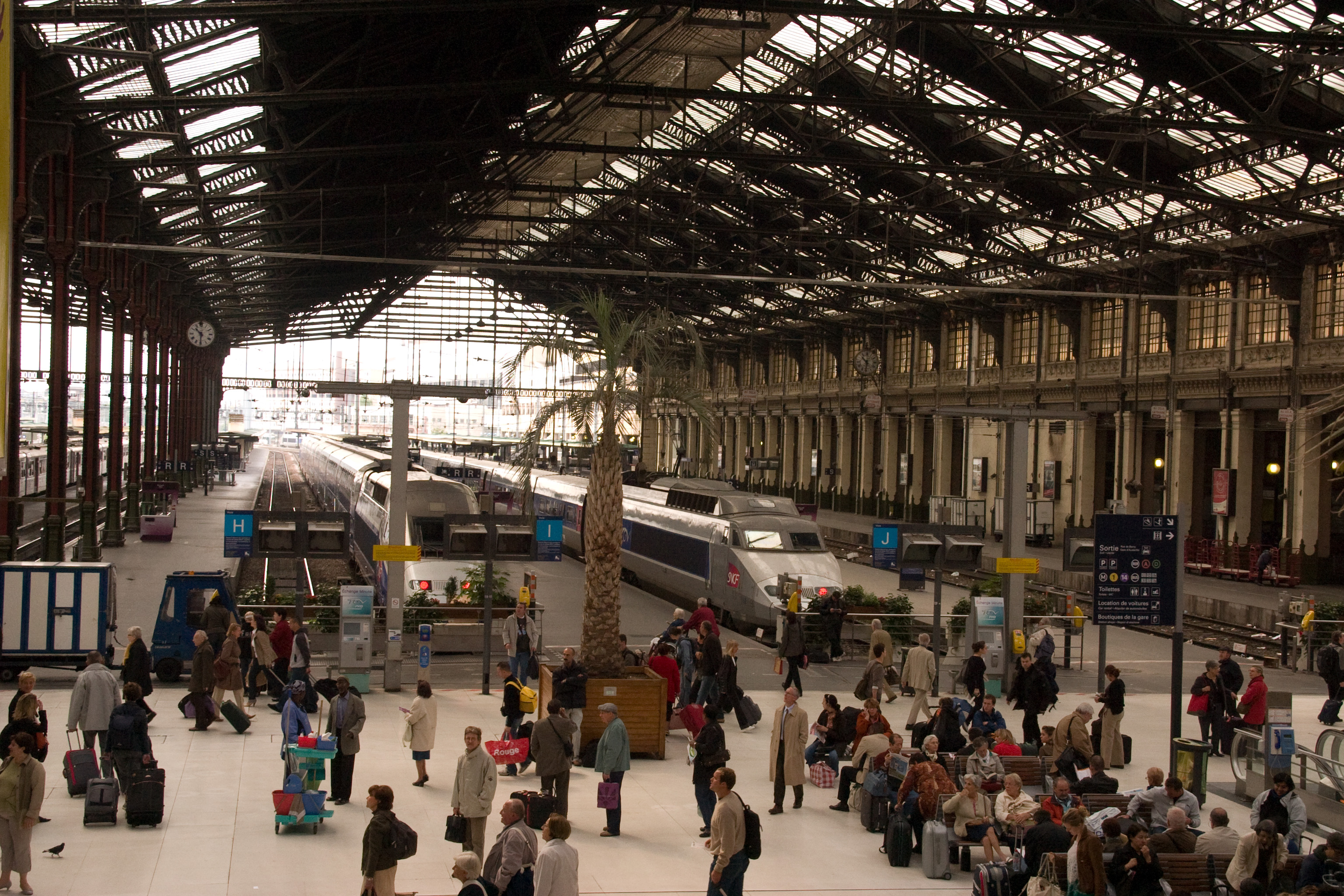
里昂火车站地面月台
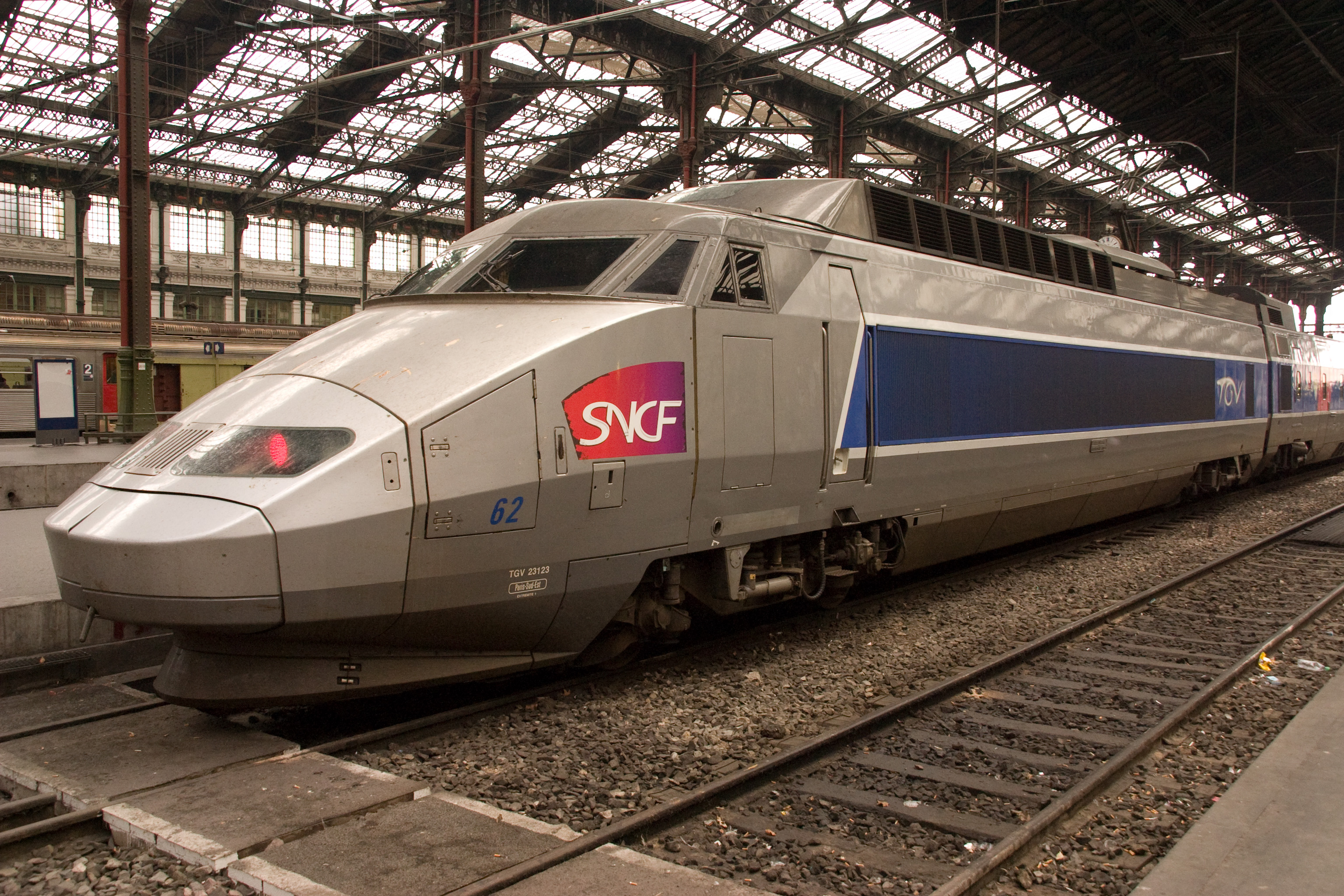
停靠的TGV列车
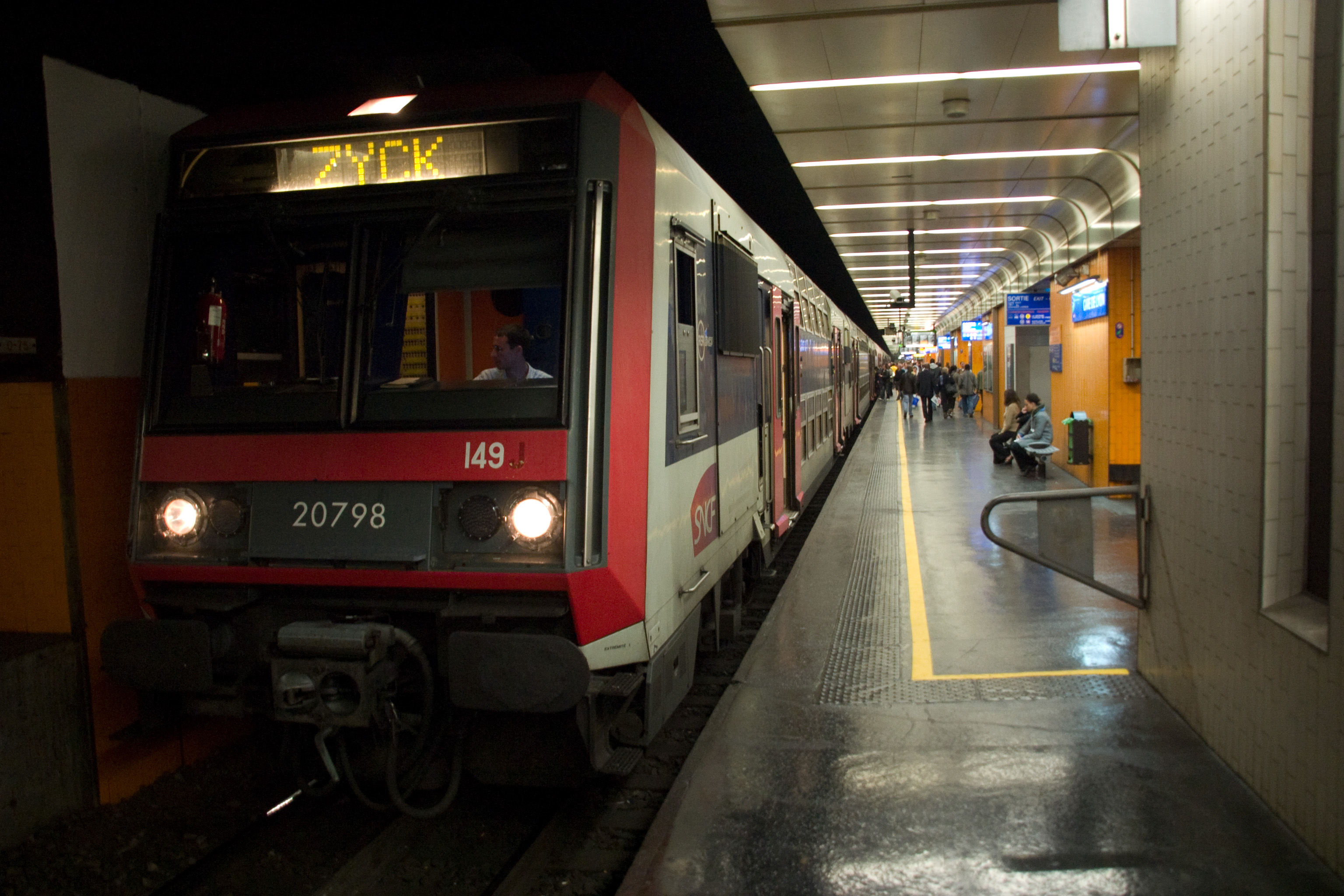
地下月台，D线的Z 20500动车组
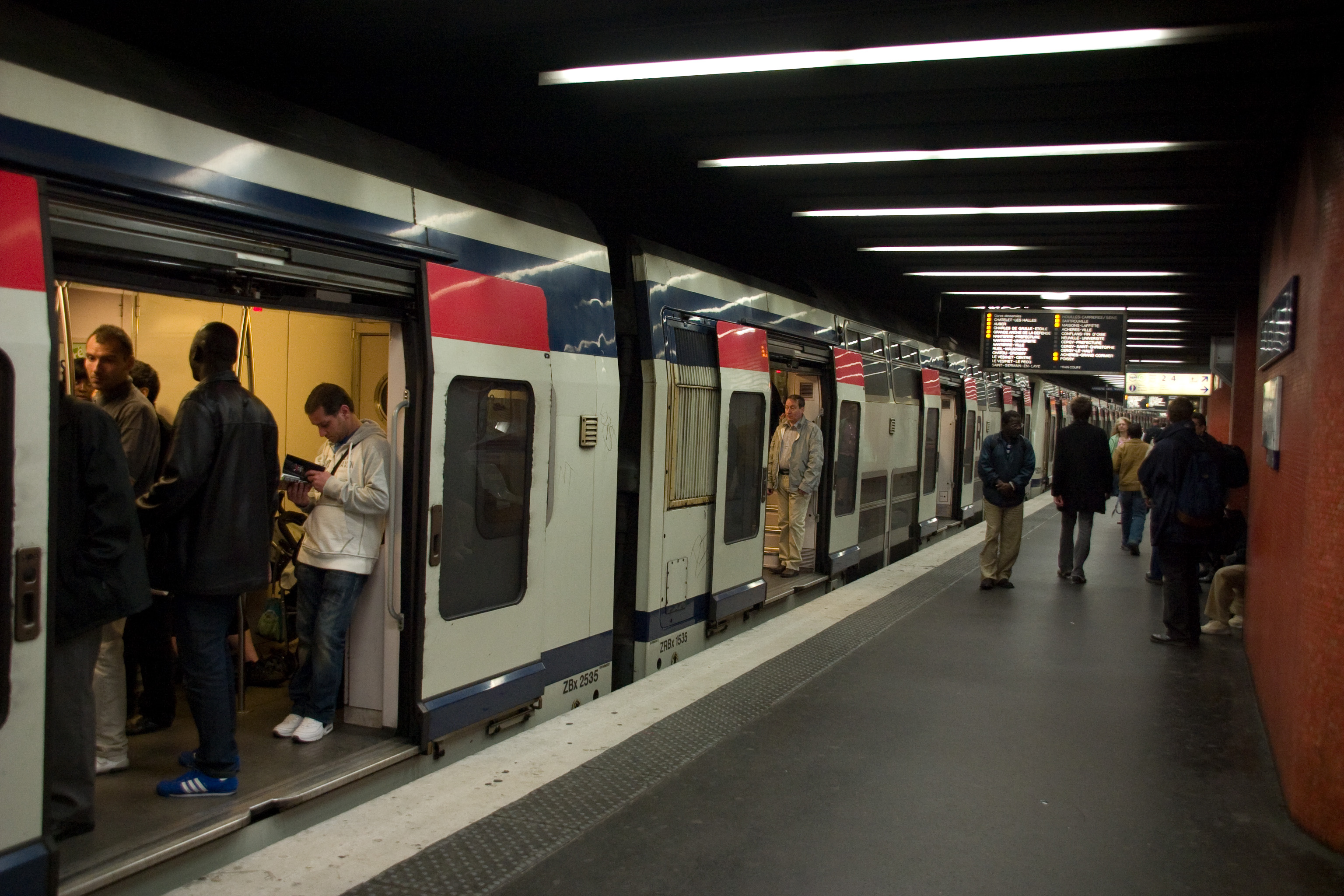
地下月台，A线的MI 2N动车组
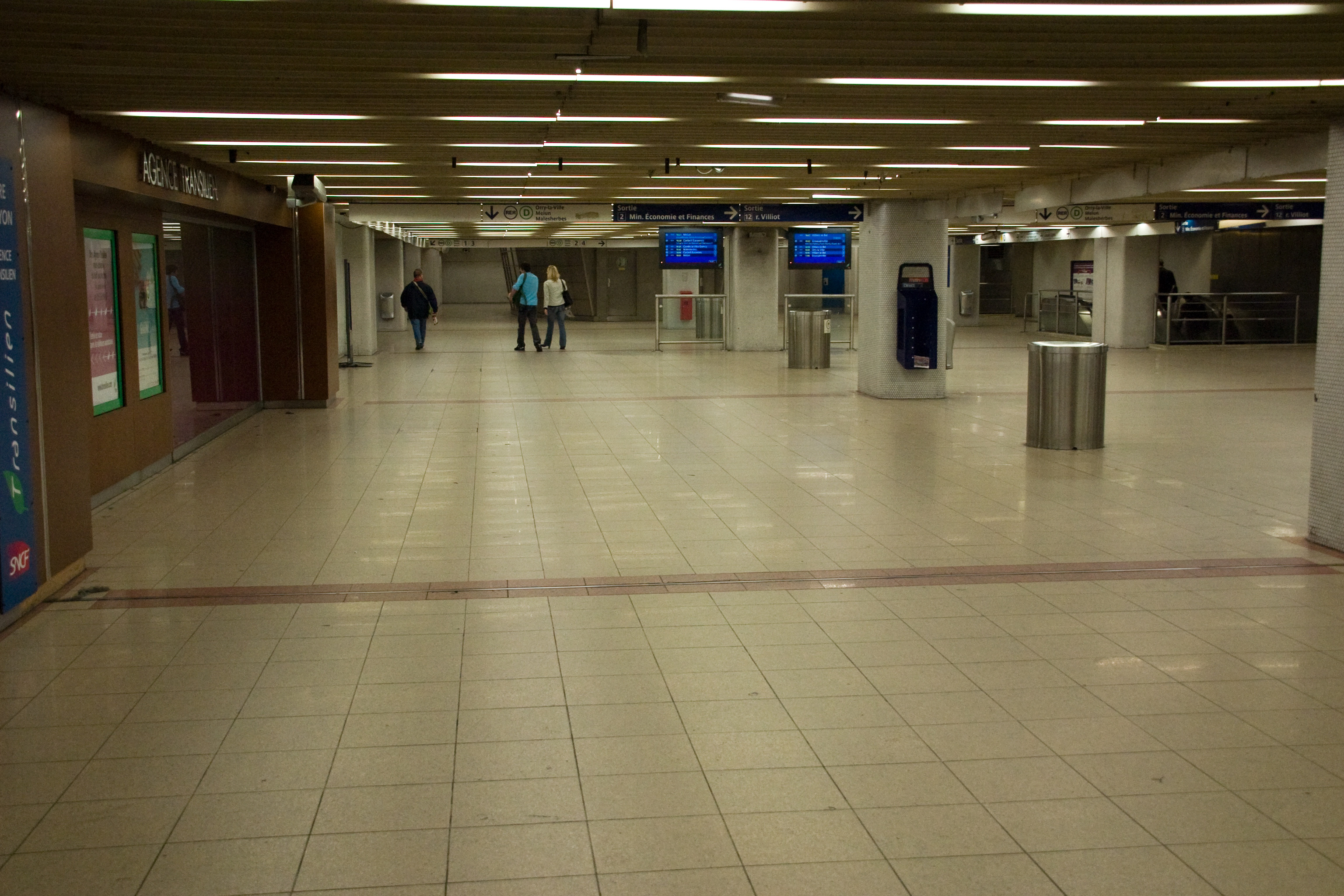
中层转车大厅
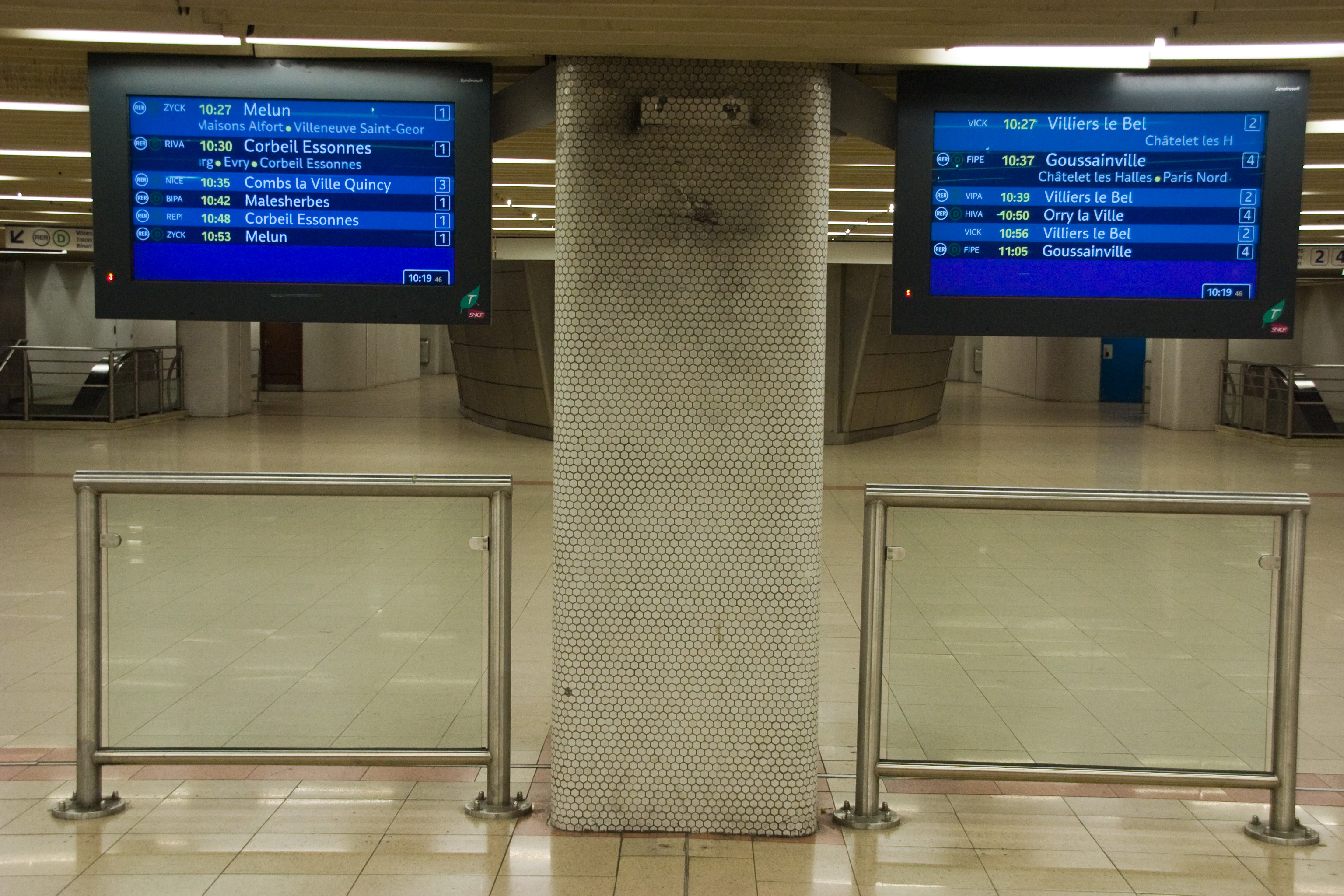
列车时刻表显示器

## 临近车站

### 长途线路
| 巴黎里昂車站（Paris Gare de Lyon） |                |                                 |
| 上行车站                           | 线路           | 下行车站                        |
| （起点）                           | 巴黎－马赛铁路 | 迈松阿尔福-阿尔福维勒站 → 6.2km |

### 快铁线路
| 巴黎里昂車站（Paris Gare de Lyon） |                     |                                 |
| 上行车站                           | 线路                | 下行车站                        |
| 沙特莱-大堂站 2.8km ←              | 法兰西岛大区快铁A线 | 民族站 → 2km                    |
| 沙特莱-大堂站 2.8km ←              | 法兰西岛大区快铁D线 | 迈松阿尔福-阿尔福维勒站 → 6.2km |
| 1.                                 |                     |                                 |

## 外部連結
- Intercity and TGV schedules from SNCF